# Бертрвил
Бертрвил (фр. Bertreville) насеље је и општина у северној Француској у региону Горња Нормандија, у департману Приморска Сена која припада префектури Дјеп.
По подацима из 2011. године у општини је живело 102 становника, а густина насељености је износила 31,68 становника/km². Општина се простире на површини од 3,22 km². Налази се на средњој надморској висини од 100 метара (максималној 119 m, а минималној 99 m).

## Демографија
| 1962. | 1968. | 1975. | 1982. | 1990. | 1999. | 2011. |
| ----- | ----- | ----- | ----- | ----- | ----- | ----- |
| 64    | 78    | 57    | 73    | 98    | 95    | 102   |

График промене броја становника у току последњих година